# All Our Kings Are Dead
Albums de Young Guns
Bones
(2012)
Singles
1. Winter Kiss
Sortie : 25 janvier 2010
2. Sons of Apathy
Sortie : 13 avril 2010
3. Crystal Clear
Sortie : 26 juillet 2010
4. Weight of the World
Sortie : 1er novembre 2010
5. Stitches
Sortie : 28 mars 2011

All Our Kings Are Dead est le premier album du groupe anglais Young Guns, sorti en 2010.

## Fiche Technique

### Liste des chansons
| No  | Titre               | Durée |
| --- | ------------------- | ----- |
| 1.  | Sons of Apathy      | 4:18  |
| 2.  | Crystal Clear       | 3:29  |
| 3.  | Meter & Verse       | 3:42  |
| 4.  | Weight of the World | 4:21  |
| 5.  | D.O.A.              | 3:49  |
| 6.  | Stitches            | 3:41  |
| 7.  | Winter Kiss         | 4:35  |
| 8.  | Elements            | 3:25  |
| 9.  | After the War       | 4:17  |
| 10. | Endless Grey        | 3:44  |
| 11. | At the Gates        | 4:19  |
| 12. | Beneath the Waves   | 7:30  |

### Interprètes
- Gustav Wood - chant
- Fraser Taylor - guitare, guitare rythmique
- John Taylor - guitare rythmique, guitare
- Simon Mitchell - basse
- Ben Jolliffe - batterie, chœurs

### Équipe de production
- Dan Weller – producteur, mixage
- Ciaran Cahill – Accordeur
- Dick Beetham – mastering
- Paul Jackson – artwork
- Mark James – manager
- Andy Snape – manager